# John Bergvall
John Helmer Bergvall, född 26 oktober 1892 i Norrtälje, död 11 augusti 1959 i Jakobs församling, Stockholm, politiker (folkpartist), riksdagsledamot för Stockholms stads valkrets (andra kammaren 1937–1945, första kammaren från 1946 till sin död), talman i första kammaren 1956–1959. Han var också ledande politiker i Stockholms stad, där han bland annat var borgarråd för drätselroteln (motsvarande dagens finansborgarråd) 1950–1954. Inom Folkpartiet var han verkställande utskottets ordförande 1940–1956. Han var också engagerad i grundlagsfrågor och i alkoholpolitik.
Bergvall blev filosofie magister 1916 och 1917 tjänsteman vid kontrollstyrelsen. Han blev 1928 vice VD och 1931 VD för Stockholmssystemet. 1931–1938 var han ledamot av Stockholms stadsfullmäktige, ledamot av stadskollegiet 1935–1937, ordförande i Statens priskontrollnämnd 1942–1946.
Bergvall var ordförande för Stockholms stadskollegium 1954–1956. Från 1951 var han ledamot av Nedre Norrmalmsdelegationen. John Bergvall är begravd på Norra begravningsplatsen utanför Stockholm.